# Адвокаты (телесериал)
«Адвокаты» (англ. Crownies) — австралийский телевизионный драматический сериал, который первоначально транслировался по каналу ABC1 с 14 июля по 1 декабря 2011 года. Сюжет вращается вокруг группы адвокатов, только что окончивших юридический факультет, работающих с Королевскими прокурорами, которые являются государственными обвинителями в правовой системе Австралии, работает в отделе Директора государственной прокуратуры (DPP).

## История создания
ABC1 заказал «Адвокатов» для трансляции двадцати двух серий, его продюсером стал Карл Цвики. Это был первый полнометражный формат драмы, заказанный ABC после сериала MDA 2005 года. Съёмки фильма начались в январе 2011 года. Местом съемок выбрали Сидней, Новый Южный Уэльс. Многие сцены были сняты в деловом районе Парраматта, преимущественно у суда Парраматты из-за низких финансовых затрат и доступности. Наряду с магазинчиками на реке Парраматта, для съёмок использовались церкви и улицы. Каждые двенадцать дней бразильский ресторан, расположенный на Чёрч-стрит, превращался в «Бар Гара», который служил «легальным местом встречи» для персонажей. Чтобы сократить расходы, сцены, требующие виды сельской местности, были сняты всего в пятнадцати минутах езды от Парраматты. Съемки сериала закончились в сентябре 2011 года.
Сценарий писали Грег Хэддрик, Джейн Аллен, Кайли Нидхэм, Тамара Асмар, Блейк Эйшфорд, Крис Хокшоу, Жюстин Гиллмер, Пит МакТиг, Стюарт Пейдж и Сэм Микл. Режиссёрами выступили Тони Тайлс, Крис Нунан, Чери Новлан, Грант Браун, Линн Хегарти, Гарт Максвелл и Джет Уилкинсон.
24 января 2011 года Грег Хассалл из The Sydney Morning Herald назначил на роли Тодда Ласанса, Хэмиша Майкла, Марты Дюссельдорп и Джерома Элерса.

## В ролях

### Основные роли
| Актёр              | Роль                               |
| ------------------ | ---------------------------------- |
| Тодд Ласанс        | Бен МакМахон                       |
| Хамиш Майкл        | Ричард Стирлинг                    |
| Элла Скотт Линч    | Эрин О'Шонесси                     |
| Андреа Деметриадес | Лина Бадир                         |
| Марта Дюссельдорп  | Джанет Кинг                        |
| Индиана Эванс      | Татум Новак                        |
| Питер Ковиц        | Тони Джиллис                       |
| Жанетт Кронин      | Трейси Сэмюэлс                     |
| Льюис Фиц-Джеральд | Дэвид Синклер, королевский адвокат |
| Джером Элерс       | Рис Ковальски                      |

### Периодические роли
| Актёр             | Роль                           |
| ----------------- | ------------------------------ |
| Шантель Джеймисон | Руссо                          |
| Кристофер Моррис  | Энди Кэмпбелл                  |
| Дэниел Лиссинг    | Конрад Де Грут                 |
| Маркус Грэм       | Дэнни Новак                    |
| Эйми Педерсенп    | Эшли Ларссон                   |
| Ричи Сингер       | достопочтенный судья Розенберг |
| Пол Мокси         | Гарри                          |
| Элиас Джухдар     | Тарик Бадир                    |
| Петра Яред        | Пола Корвини                   |

## Сериал-спин-офф
Перед тем, как в эфир вышел финал сериала «Адвокаты», контролер канала ABC1 Брендан Дахилл заявил, что он стремился создать спин-офф, и выделил Дюссельдорп и Майкла на главные роли. Он считал, что у «Адвокатов» есть много успешных аспектов, и был удивлён тем, что шоу не стало таким популярным, как он предполагал. 20 августа 2012 года телеканал ABC TV подтвердил заказ «правовой и политический триллер из восьми эпизодов» под названием «Джанет Кинг». Спин-офф был запущен в производство в начале 2013 года, и в нём приняли участие различные актёры «Адвокатов». Первая серия была выпущена 27 февраля 2014 года.

## Домашний медиа-релиз
Первоначально «Адвокаты» вышли на DVD-диске для Региона 4 в двух отдельных частях. Первые одиннадцать серий были выпущены 6 октября 2011 года. Остальные серии вышли в свет 1 декабря 2011 года. Два бокс-сета были позже созданы для региона 2.

## Критика и отзывы
Дагу Андерсону из Sydney Morning Herald сериал понравился актёрским составом, «свежим» сценарием и хорошими отношениями между персонажами. Он считал, что любой неглупый человек может найти себя в этом шоу. Он похвалил Татум Новак за то, что она была современной девушкой, а остальных заклеймил как довольно обычных персонажей, в которых личные проблемы смешивались с деловыми. Но его коллега Крейг Мэтисон раскритиковал телесериал, заявив: «Шоу изо всех сил пытается найти ровный тон, и в разное время оно кокетливо сексуально, холодно цинично и невероятно эмоционально. Проблема в том, что эти разнообразные настроения резко возникают одно за другим. Это несколько беспорядочно».

## Награды и номинации
| Награда                                 | Дата церемонии | Номинация                                            | Номинант       | Итог      |
| --------------------------------------- | -------------- | ---------------------------------------------------- | -------------- | --------- |
| Equity Awards                           | 29 марта 2012  | «Лучшее исполнение ансамбля в драматическом сериале» | «Адвокаты»     | Номинация |
| Logie Award                             | 15 апреля 2012 | Лучший новый талант                                  | Хамиш Майкл    | Номинация |
| Премия Австралийской Гильдии режиссёров | 11 мая 2012    | Лучшая режиссура драматического телесериала          | Джет Уилкинсон | Номинация |